# Köprülü-Kanyon-Nationalpark
Köprülü Kanyon ist ein Canyon und Nationalpark in der Provinz Antalya im Süden der Türkei. Der Park wurde 1973 eingerichtet und ist 366 km² groß. Er liegt etwa je zur Hälfte in den Landkreisen Serik und Manavgat, rund 90 km nordöstlich von Antalya. Man erreicht ihn, wenn man von der Küstenstraße ca. 5 km östlich von Aspendos nach Norden Richtung Beşkonak abbiegt.
Der Canyon ist bis zu 400 m tief und erstreckt sich über 14 km zwischen den Dörfern Bolasan und Beşkonak entlang des Flusses Köprüçay. Seinen Namen (Köprülü gleich türkisch für „Brücke“) verdankt der Canyon einer römischen Steinbogenbrücke, der Eurymedonbrücke (türkisch Oluk Köprü) nahe der antiken Stadt Selge, die ebenfalls im Bereich des Nationalparks liegt. Südwestlich der Eurymedonbrücke liegt eine weitere Brücke aus römischer Zeit. Die Bügrüm Köprü überspannt den Fluss Kocadere (türkisch für riesiger Bach).
In dem Gebiet mit seinem reichen Bestand an Mittelmeer-Zypressen, Kiefern und Eichen lebt Rotwild, aber auch Braunbären und Wölfe soll es dort geben.
Am Mittellauf des Köprüçay befindet sich das größte Rafting-Center der Türkei. Flussfahrten im Kanu, Kajak oder Gummifloß werden angeboten.

## Bilder

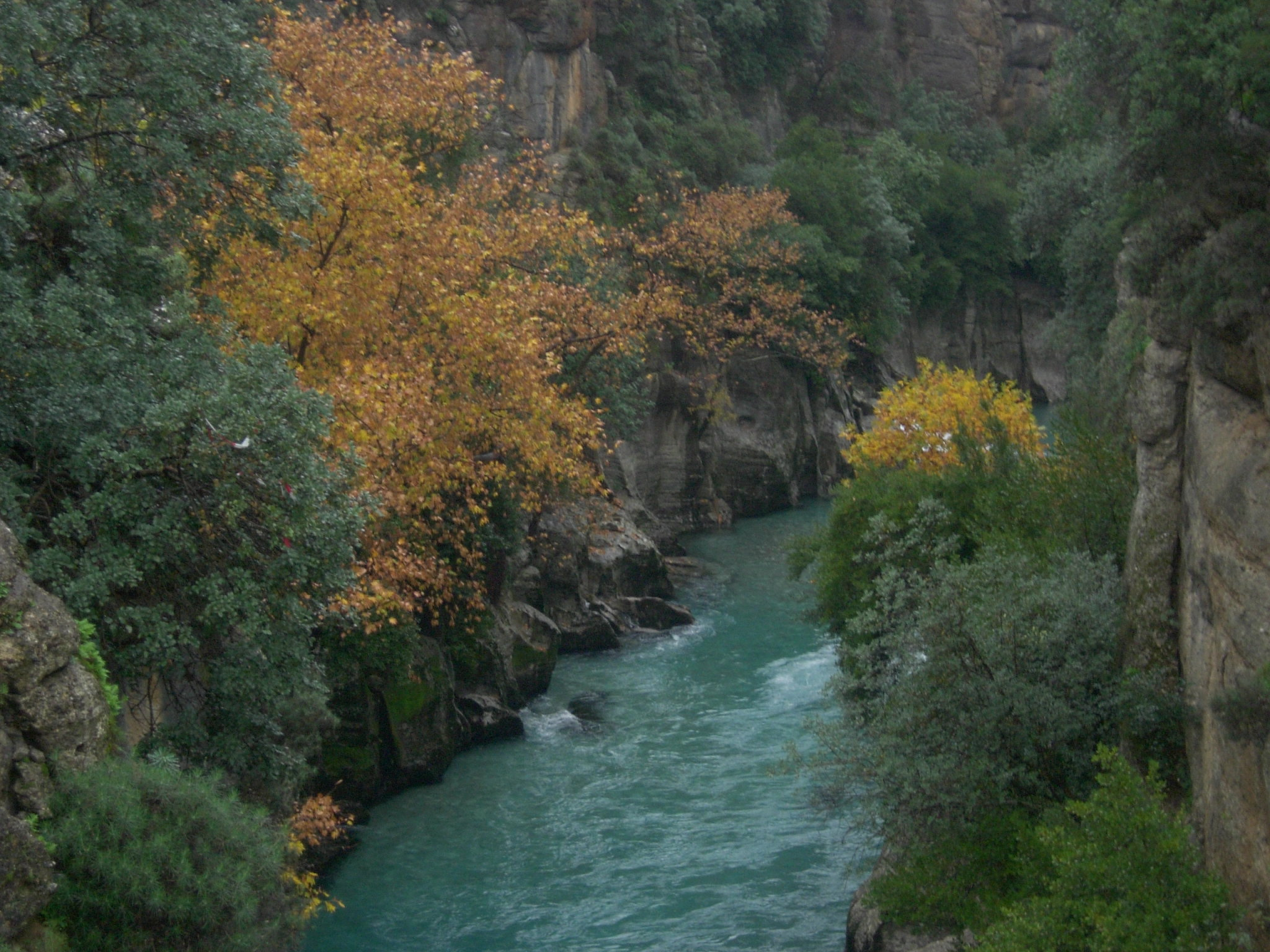
Canyon-Landschaft des Köprüçay
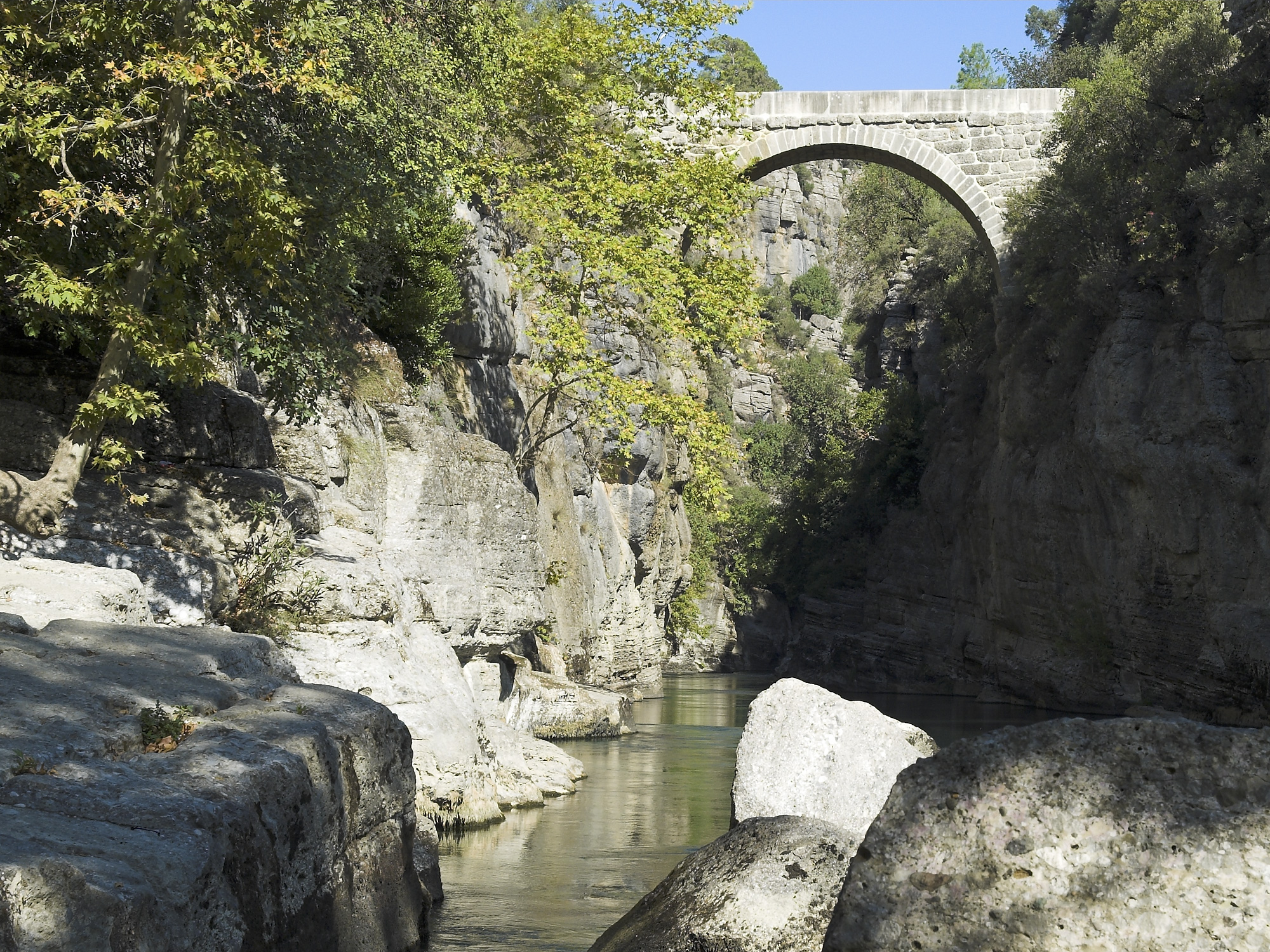
Eurymedon-Brücke
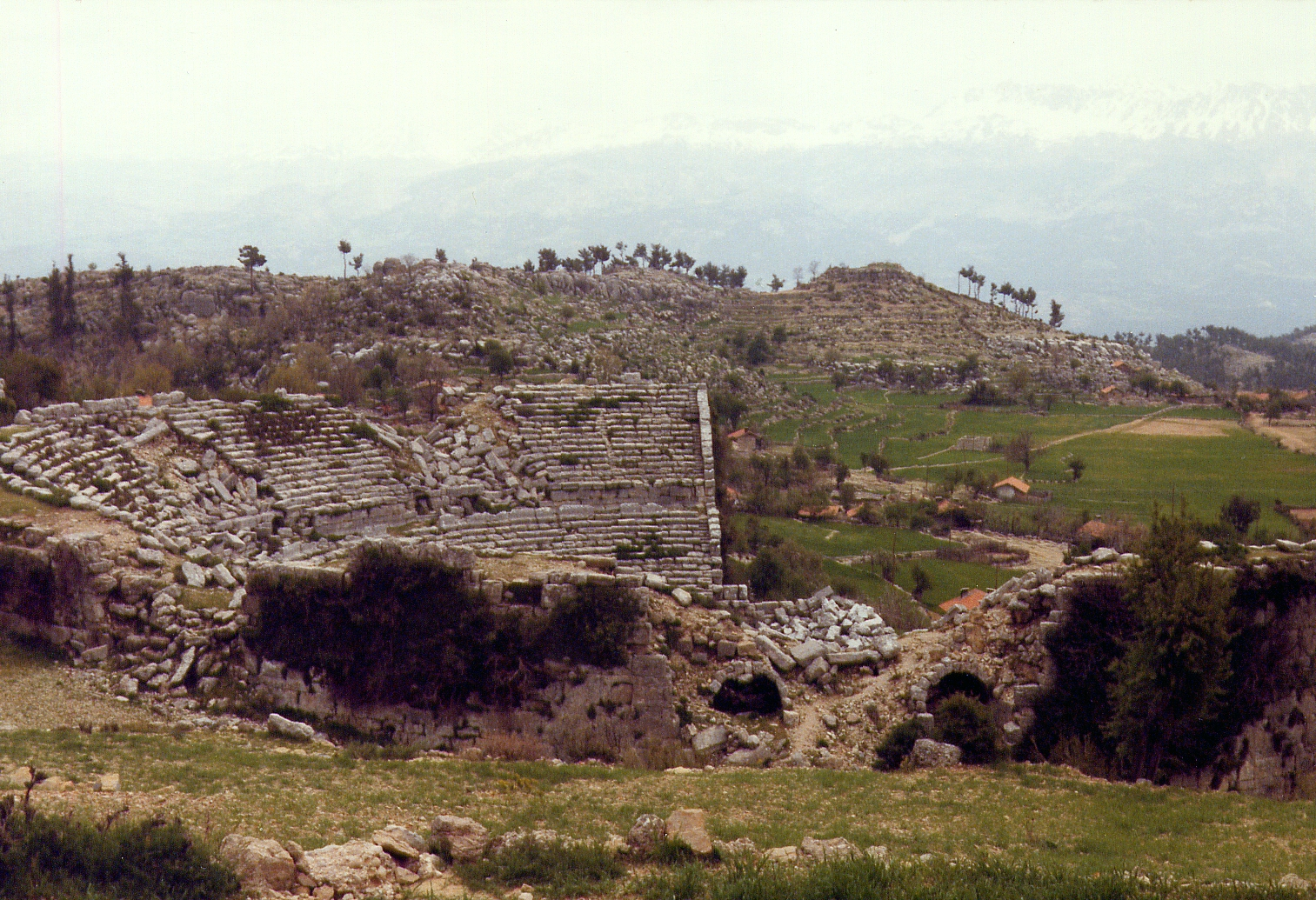
Römisches Theater in Selge